# Донзен-Зиддернхаузенский дольмен

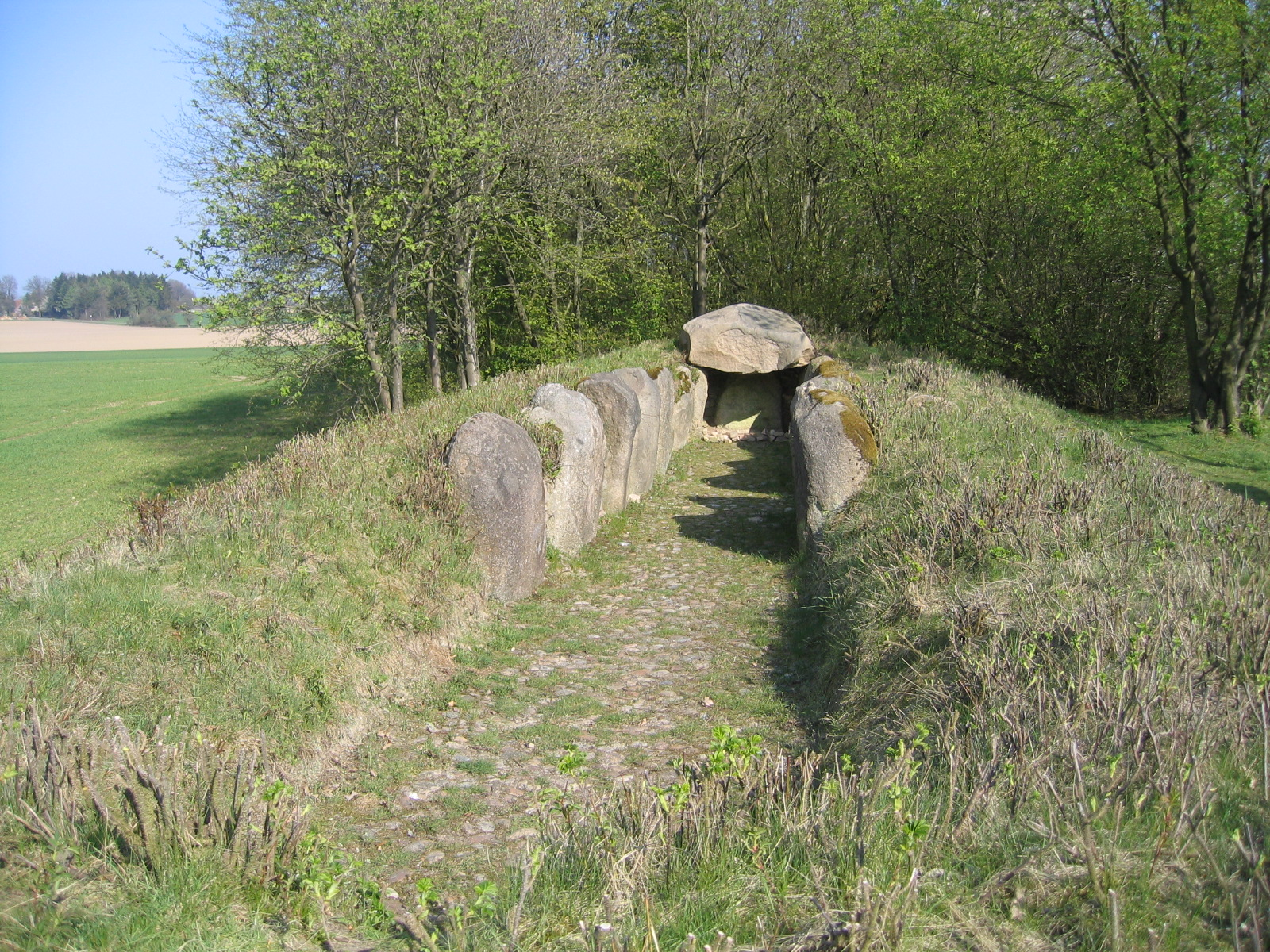
Вид на дольмен 1

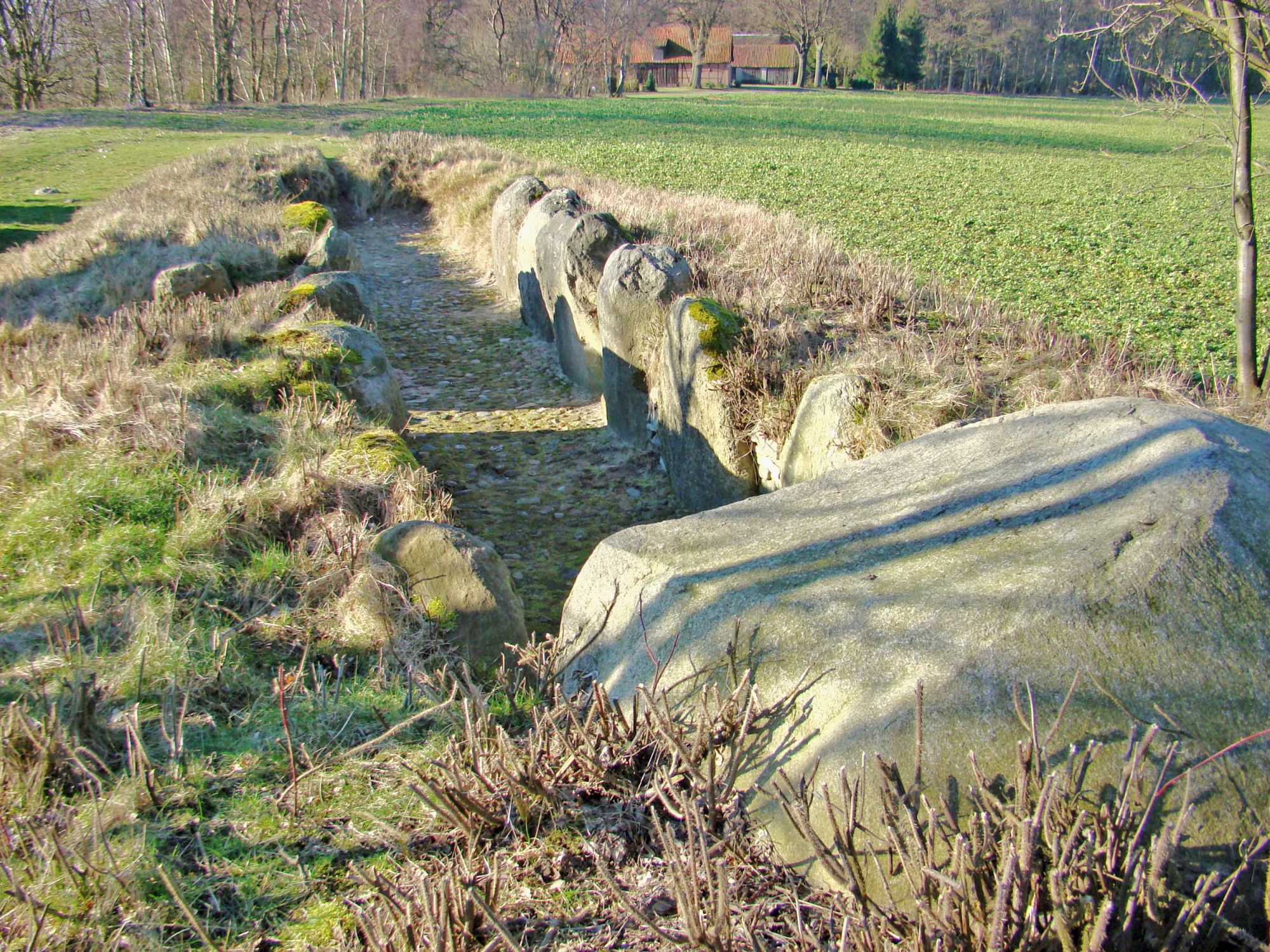
Вид на дольмен 2

Донзен-Зиддернхаузенский дольмен расположен между деревнями Донзен (Dohnsen) и Зиддернхаузен (Siddernhausen) близ города Берген в округе Келле, земля Нижняя Саксония.
Изначально дольмен находился на 500 м севернее. В 1977 г. были проведены его раскопки, после чего дольмен был реконструирован в новом месте, где и находится сейчас.
Дольмен возник во времена неолита и был разрушен предположительно в XVII-XVIII веках. К моменту исследования памятника археологами крупные камни, вероятно, представлявшие собой части дольмена, лежали разбросанными в поле; часть камней со временем оказалась засыпана землей, некоторые были унесены. В результате разрушения значительная часть дольмена была утрачена.
В ходе раскопок обнаружено, что погребальная камера изначально состояла из 20-24 вертикальных камней и примерно 8 карнизных камней. В дольмене был боковой вход; данный тип гробницы известен как коридорная гробница. Зазоры между вертикальными и карнизными камнями были заделаны сухой кладкой. Вся гробница изначально, по-видимому, была покрыта земляным курганом и использовалась в течение нескольких поколений. Покойных укладывали на пол погребальной камеры и для жизни в ином мире укладывали с ними их украшения, керамику и предметы повседневного обихода.